# 쿨리코보 전투

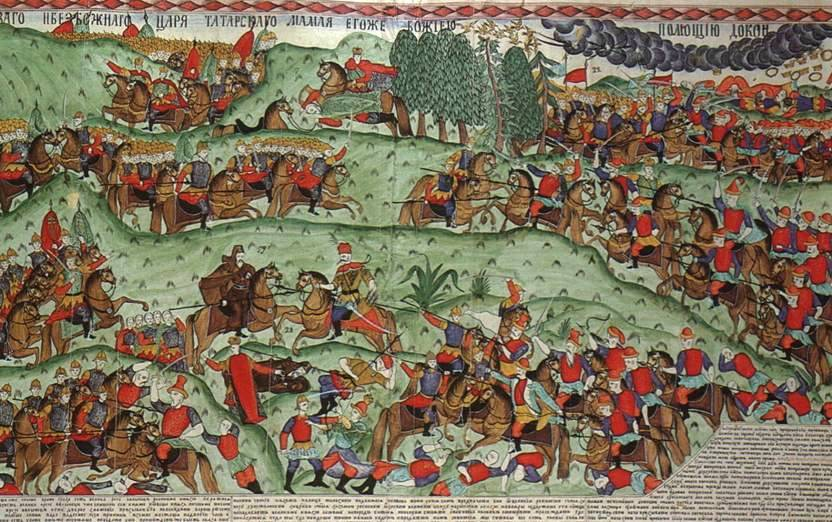

쿨리코보 전투(러시아어: Куликовская битва)는 1380년 9월 8일 드미트리 돈스코이의 루스 제후군과 타타르군 사이에서의 전투이다.
킵차크 한국의 대군은 돈강 변으로 진격하여 모스크바의 동맹군과 싸웠으나 크게 패하였다. 이 전투를 계기로 모스크바는 몽골로부터 독립할 뻔했다.